# 胶东机场站
胶东机场站是青岛地铁8号线的地铁车站，位于中华人民共和国山东省青岛市胶州市青岛胶东国际机场综合交通中心地下，于2021年7月20日开通。

## 车站结构

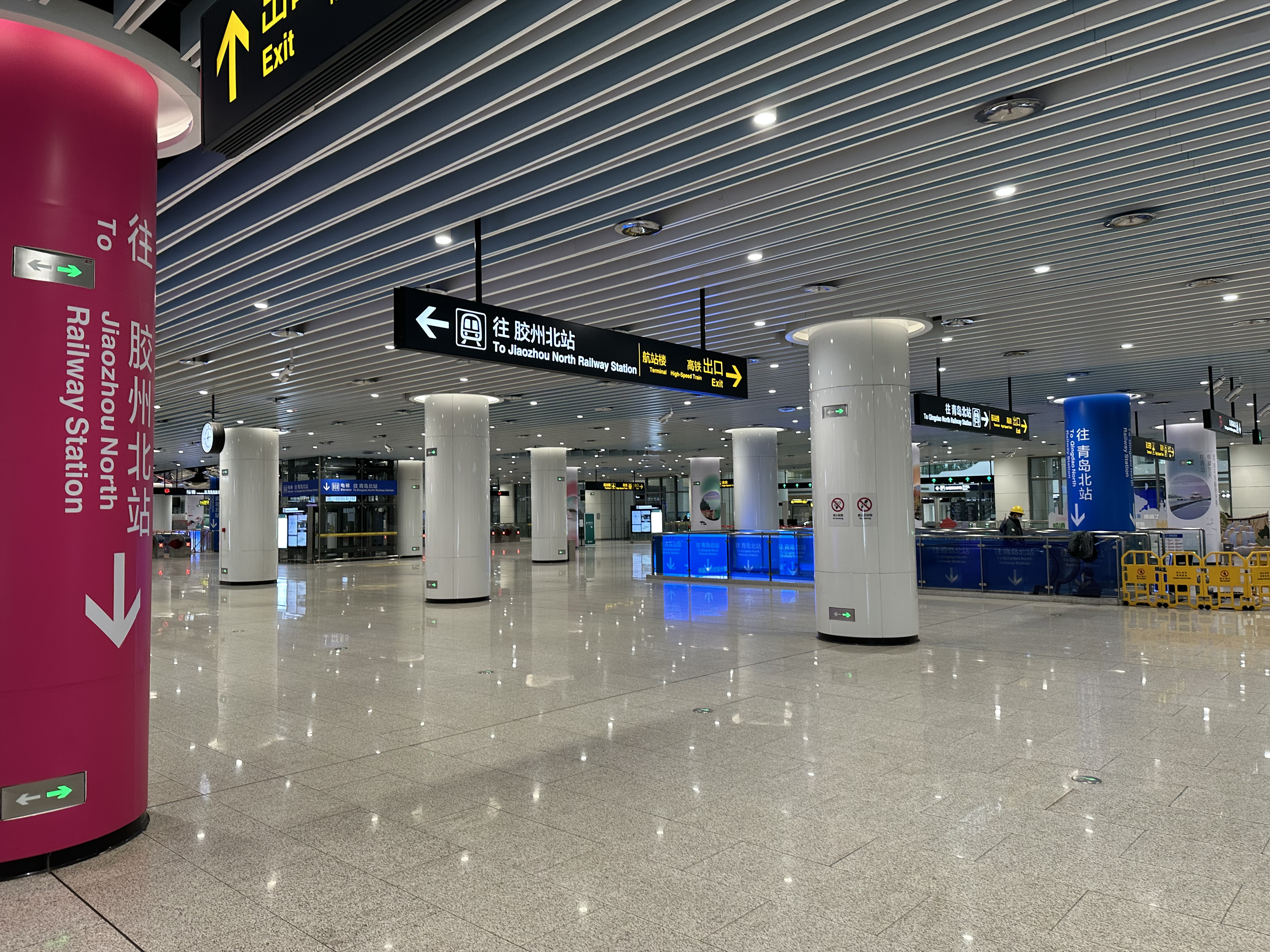
站厅

胶东机场站位于青岛胶东国际机场综合交通中心地下，国铁青岛机场站西侧，沿机场跑道方向设置，呈南北走向，为地下两层一岛两侧混合式站台车站，车站站厅层长299米，站台层长344米，标准段宽48.5米，车站地下一层为站厅层，地下二层为站台层，站台设置全高站台门。目前8号线使用东侧侧式站台与岛式站台东侧部分，岛式站台西侧与西侧侧式站台为预留16号线站台，现状被假墙封闭。车站南侧设有一条单渡线。
| 地面                     | 出入口 | 胶东国际机场综合交通中心 |
| 地下一层                 | 站厅   | 客服中心、自动售票机、验票机 |
| 地下二层                 | 站台   | \| 側式 · 開右邊车门 \| \| \| \| \| \| 8号线往胶州北站（終點站） \| \| \| \| 8号线往青岛北站（胶东） \| \| 島式 · 開右邊车门 \| \| \| \| \| \| 未來16号线预留轨道 \| \| \| \| 未來16号线预留轨道 \| \| 未啟用 · 側式 · 现状封闭 \| \| \| |
| 側式 · 開右邊车门        |        | |
|                          |        | 8号线往胶州北站（終點站） |
|                          |        | 8号线往青岛北站（胶东） |
| 島式 · 開右邊车门        |        | |
|                          |        | 未來16号线预留轨道 |
|                          |        | 未來16号线预留轨道 |
| 未啟用 · 側式 · 现状封闭 |        | |

## 出入口
胶东机场站整体位于青岛胶东国际机场综合交通中心地下，不设有独立出入口，仅在综合交通中心地下一层划分车站站厅区域，通过进出站闸机连通。

## 接驳交通

### 航空
- 青岛胶东国际机场

### 铁路
- 国铁济青高速铁路青岛机场站

### 公交车
- 胶东国际机场：916路，3310路，3610路，3620路，4207路，机场1线，机场3线，机场4线，机场5线

## 车站历史
本站工程名与正式站名均为胶东机场站，以车站所处的胶东机场命名。
- 2017年10月27日，车站主体结构封顶[4]。
- 2021年7月20日，为服务即将投用的胶东机场，车站开通[1]。